# موزه هنر و ادبیات چارنتس
موزه هنر و ادبیات چارنتس (ارمنی: Չարենցի անվան գրականության և արվեստի թանգարան (Charents'i anvan grakanut'yan yev arvesti t'angaran)) بزرگترین مخزن نسخه‌های خطی و کتاب‌هایی با قدمت سه صد سال به زبان ارمنی است. این موزه از سال ۱۹۶۷ به افتخار شاعر ارمنی یقیشه چارنتس، موزه هنر و ادبیات چارنتس نامیده شد.